# Remington Модель 241
Remington Arms Модель 241 Speedmaster самозарядна гвинтівка під набій кільцевого запалення, яку випускали з 1935 по 1951 рік на базі конструкції Джона Браунінга. Компанія Remington звітувала про випуск 107345 гвинтівок під набій .22 Short або .22 Long Rifle. Схожу гвинтівку зараз продає компанія Browning Arms Company (Browning SA-22 Browning 22 Semi-Auto).
Remington Модель 241 (ті інші самозарядні гвинтівки .22 калібру на базі конструкції Джона Браунінга) має розбірну конструкцію де ствол можна легко відокремити від ствольної коробки для зменшення довжини для легшого транспортування.
Коли Remington випустила Модель 241 в 1935 році, вона замінила Модель 24, яка, хоч і була трохи меншого розміру (і мала кілька інших відмінностей), також була заснована на конструкції самозарядної гвинтівки Джона Браунінг калібру .22.
Remington Модель 241 дуже схожа на Browning SA-22, але суттєва різниця полягає у методі кріплення ствола до ствольної коробки для щільного прилягання. Така конструкція кріплення ствола потрібна через розбірну конструкцію (треба врахувати, що кріплення ствола повинно бути щільним, але щоб його можна було легко викрутити зі ствольної коробки).
В той час як у Browning SA-22 ствол кріпиться до ствольної коробки за допомогою кільця регулювання, яке розташоване в основі ствола (його можна легко побачити), а в Remington Модель 241 ствол кріпиться за допомогою механізму з двобічною гайкою (всередині переривчаста різьба і повна різьба зовні), яка проходить через різьбовий отвір в передній частині ствольної коробки (видно лише коли ствол відокремлено від ствольної коробки). Вибір глибини посадки двосторонньої гайки в ствольній коробці визначає, наскільки щільно ствол прилягає до ствольної коробки, коли він прикріплений (гвинтівка зібрана).
Ті, хто бажають відрегулювати механізм кріплення ствола Моделі 241, повинні ознайомитись не лише з використанням двосторонньої гайки (яка вставляється в отвір у передній частині ствольної коробки), а й з тим, як ця гайка фіксується на місці. Те, що виглядає як головка гвинта з плоским лезом на правій стороні ствольної коробки Моделі 241, яку можна легко прийняти за гвинт, що фіксує двосторонню гайку на місці, насправді є  «заглушкою». Хоча заглушка дійсно притискається (всередині ствольної коробки) до зовнішньої сторони двосторонньої гайки (і таким чином запобігає обертанню двосторонньої гайки), її тиск на зовнішню частину двосторонньої гайки не регулюється обертанням, але замість цього заглушка утримується притисненою до зовнішньої сторони двосторонньої гайки, спочатку просто притискаючись до зовнішньої сторони гайки, а потім гвинт тисне на бічну частину заглушки і, таким чином, перешкоджає її руху. Цей стопорний гвинт орієнтований таким чином, що він входить (притискається до бічної частини заглушки) з боку передньої поверхні ствольної коробки (і тому його видно тільки тоді, коли ствол відокремлений від ствольної коробки).
Щоб відрегулювати щільність кріплення ствола Моделі 241, необхідно спочатку послабити двосторонню гайку, щоб вона могла обертатися і, таким чином, змінити її глибину в ствольній коробці. Щоб послабити двосторонню гайку, потрібно послабити "заглушку", яка тисне на неї, і відкрутити стопорний гвинт (доступ з лицьової сторони ствольної коробки при знятому стволі) щоб він не тиснув на заглушку. Потім заглушку похитують, і цього буде достатньо, щоб заглушка від’єдналася від зовнішньої сторони двосторонньої гайки. Крихкий механізм закріплення ствола Моделі 241 можна пошкодити, якщо не виконати ці дії.